# Ocellularia eumorphoides
Ocellularia eumorphoides är en lavart som beskrevs av Andreas Frisch. 
Ocellularia eumorphoides ingår i släktet Ocellularia och familjen Graphidaceae. Inga underarter finns listade i Catalogue of Life.